# Voss
Voss é uma comuna da Noruega, com 1 815 km² de área e 13 850 habitantes (censo de 2005).         